# Molesey
Koordinaten: 51° 24′ N, 0° 21′ W
Molesey ist ein Ort im Borough von Elmbridge im Norden der englischen Grafschaft Surrey, südwestlich von London. Die Pendlergemeinde besteht aus den Ortsteilen West Molesey und East Molesey. Molesey liegt zwischen der Themse, die die nördliche Begrenzung der Gemeinde bildet, und dem River Mole im Süden, der unmittelbar östlich von Molesey in die Themse mündet.
Benannt ist Molesey nach Mul, der Landbesitzer in der Gegend war (Molesey = Insel des Mul). Der Ort ist vor allem durch seinen Themseübergang bedeutsam: Die Hampton Court Bridge verbindet den Ortsteil East Molesey mit dem Hampton Court Palace.
Sehenswert ist in Molesey unter anderem das „Crooked Bell“, ein im 14. Jh. erbautes Haus. Bekannt ist Molesey auch durch seine Tradition als englisches Boxzentrum und durch seine Trabrennbahn am Ufer der Themse.
Molesey ist erreichbar über den Bahnhof Hampton Court; außerdem bestehen Busverbindungen nach Kingston und Richmond. In Molesey befinden sich größere Wasserspeicher, die der Wasserversorgung von London dienen.
Molesey ist die Heimat von Matt Willis, Mitglied der Band Busted, und der Bildhauerin Josefina de Vasconcellos (1904–2005). Der neuseeländische Premierminister Julius Vogel starb 1899 in East Molesey. Der Jazz-Fusion-Gitarrist John Goodsall (Brand X) wurde 1953 in East Molesey geboren.

## Firmen
- Burns London